# 錦津村
錦津村（にしきつむら）は、かつて岐阜県可児郡に存在した村である。
現在の加茂郡八百津町南部に該当し、木曽川南岸の地域である。
村名の「錦津」は、「錦織」と「伊岐津志」の合成地名である。

## 歴史
- 江戸時代末期、この地域は美濃国可児郡であり、尾張藩領であった。
- 1889年（明治22年）7月1日 - 錦織村と伊岐津志村が合併し、錦津村となる。
- 1955年（昭和30年）2月1日 - 加茂郡八百津町と和知村、可児郡錦津村が合併し、八百津町となる。

## 交通
- 名古屋鉄道八百津線
  - 中野駅、伊岐津志駅[1]、八百津駅[2][3]

## 学校
- 錦津村立錦津小学校
  - 錦津村立錦津小学校錦織分校

中学校は1947年度は村単独で錦津村立錦津中学校を設置していたが、1948年に八百津町と錦津村とで学校組合を設立。八百津町の組合立八百津中学校に通学していた。

## 寺院
- 明鏡寺